# Oh♪dolly25
oh♪dolly25（オードリーにじゅうご）は、テレビ朝日や同系列の一部の放送局で放送されていた音楽バラエティ番組。

## 概要
2006年4月から9月に放送されていた『Matthew's Best Hit TV』の後継番組として、2006年10月6日放送開始。
メインMCの藤井隆と、毎週一組のゲストが一夜限りの音楽ショーを展開する。ミュージシャンに限らず、俳優などもゲストとして登場する。藤井隆とゲストがそれぞれ単独で歌うほかに、デュエットも披露する。トークコーナーや企画コーナーもある。番組セット内のモニターに映すCG映像を一般募集していた。
番組オリジナルのダンスユニットのEVAがバックダンサーとして毎週、またウィークリーマスコットとして、森三中とハリセンボンが隔週ずつで出演する。
この番組は、メインMCの藤井の意見が色濃く取り入れられている。藤井によると、「スタッフに無理を聞いていただいて、企画からセットまで僕が考えてやらせてもらっていた。自分が『こうしたい』と思うことをこれでもかとさせてもらった番組」と語っている。そのため、番組が半年で終了する事が決定した際には、藤井は食べ物が喉を通らなくなるほどショックを受けた。そんな中、東野幸治と別番組のロケで一緒になったときに、東野から開口一番「あれ（『Oh♪dolly25』）は、何なんだ? 前々から言ってるけど、やっぱり藤井君は気がふれているね」「だからこそ、あの番組は君に似合っている。藤井君らしくていいと思う」と評価され、気持ちが楽になったとのこと。
2007年3月、「悲宝館」にリニューアルする形で終了。

## 各地の放送時間
- テレビ朝日（oh♪dolly25製作局）金曜日25:20～25:50
  - 「朝まで生テレビ!」が放送される週は、放送休止（基本的に毎月最終週）
- 大分朝日放送（OAB）同時ネット
- 秋田朝日放送（AAB）土曜日17:00～17:30 2007年2月3日放送開始
- 北海道テレビ放送（HTB）2006年11月19日・12月22日に放送。
- 琉球朝日放送（QAB）2006年11月22日に放送（1回のみ）。
- 岩手朝日テレビ（IAT）2006年11月から土曜日14:30～15:00に放送されていたが打ち切られた。後続は「ザ・クイズマンショー」。